# Otsego (Wisconsin)
Otsego es un pueblo ubicado en el condado de Columbia en el estado estadounidense de Wisconsin. En el Censo de 2010 tenía una población de 693 habitantes y una densidad poblacional de 8,65 personas por km².

## Geografía
Otsego se encuentra ubicado en las coordenadas 43°24′26″N 89°11′33″O / 43.40722, -89.19250. Según la Oficina del Censo de los Estados Unidos, Otsego tiene una superficie total de 80.12 km², de la cual 78.6 km² corresponden a tierra firme y (1.89%) 1.52 km² es agua.

## Demografía
Según el censo de 2010, había 693 personas residiendo en Otsego. La densidad de población era de 8,65 hab./km². De los 693 habitantes, Otsego estaba compuesto por el 98.85% blancos, el 0% eran afroamericanos, el 0.29% eran amerindios, el 0.14% eran asiáticos, el 0% eran isleños del Pacífico, el 0.72% eran de otras razas y el 0% pertenecían a dos o más razas. Del total de la población el 1.59% eran hispanos o latinos de cualquier raza.